# 丹尼尔·沃兹尼亚克 (谋杀犯)
丹尼尔·帕特里克·沃兹尼亚克（英語：Daniel Patrick Wozniak，1984年3月23日—），加利福尼亚谋杀犯。沃兹尼亚克于2010年5月杀害了他的邻居塞缪尔·埃利泽·赫尔（Samuel Eliezer Herr）和邻居的朋友朱里·基比石（Juri Kibuishi）。 
案发前，沃兹尼亚克负债累累，他和未婚妻蕾切尔·梅·巴菲特（Rachel Mae Buffett）因付不起房租即将被赶出公寓。沃兹尼亚克、巴菲特和赫尔都住在加利福尼亚州科斯塔梅萨的同一套公寓里。 
经过五年多的诉讼，沃兹尼亚克因两项一级谋杀罪于2016年9月被判处死刑。
沃兹尼亚克目前被关在加利福尼亚圣昆汀州立监狱。

## 谋杀
沃兹尼亚克于2010年5月21日在洛斯阿拉米托斯某剧院开枪打死了邻居塞缪尔·赫尔（26岁）。沃兹尼亚克负债累累，付不起房租，还要为即将到来的的婚礼和蜜月筹钱，想要偷赫尔的钱。
为了误导警方，沃兹尼亚克用赫尔的手机给23岁的Juri Kibuishi发了短信。Kibuishi是赫尔在奥兰治海岸学院时的朋友。他将Kibuishi诱骗到赫尔的公寓并枪杀。随后，沃兹尼亚克伪造了犯罪现场，使警方误认为赫尔性侵Kibuishi后杀人，畏罪潜逃。 
当晚，他继续在当地剧院演出。之后，沃兹尼亚克割下赫尔的四肢和头部将其肢解。 
警方误认为赫尔将Kibuishi杀害，展开了大规模的追捕。 
沃兹尼亚克指示一个十六岁的孩子从赫尔的帐户中提款，于是进入了警方的视线。警察找到男孩问话，男孩告诉警察说沃兹尼亚克要他帮忙取钱。沃兹尼亚克在婚礼前两天被逮捕。
经过一番抵赖后，沃兹尼亚克最终还是认罪了。他带警察到长滩El Dorado自然中心挖出赫尔的尸体。经过历时五年多的诉讼后，沃兹尼亚克因两项一级谋杀罪被定罪，2016年9月被判处死刑。 
2012年11月，沃兹尼亚克的未婚妻蕾切尔·梅·巴菲特被捕，被控犯有三项事后从犯重罪，多次对警方撒谎。她于2018年9月12日因其中两项罪名而被定罪，最长可判处44个月徒刑。2018年11月8日，她被判处32个月徒刑。